# Breitenleer Pfarrkirche

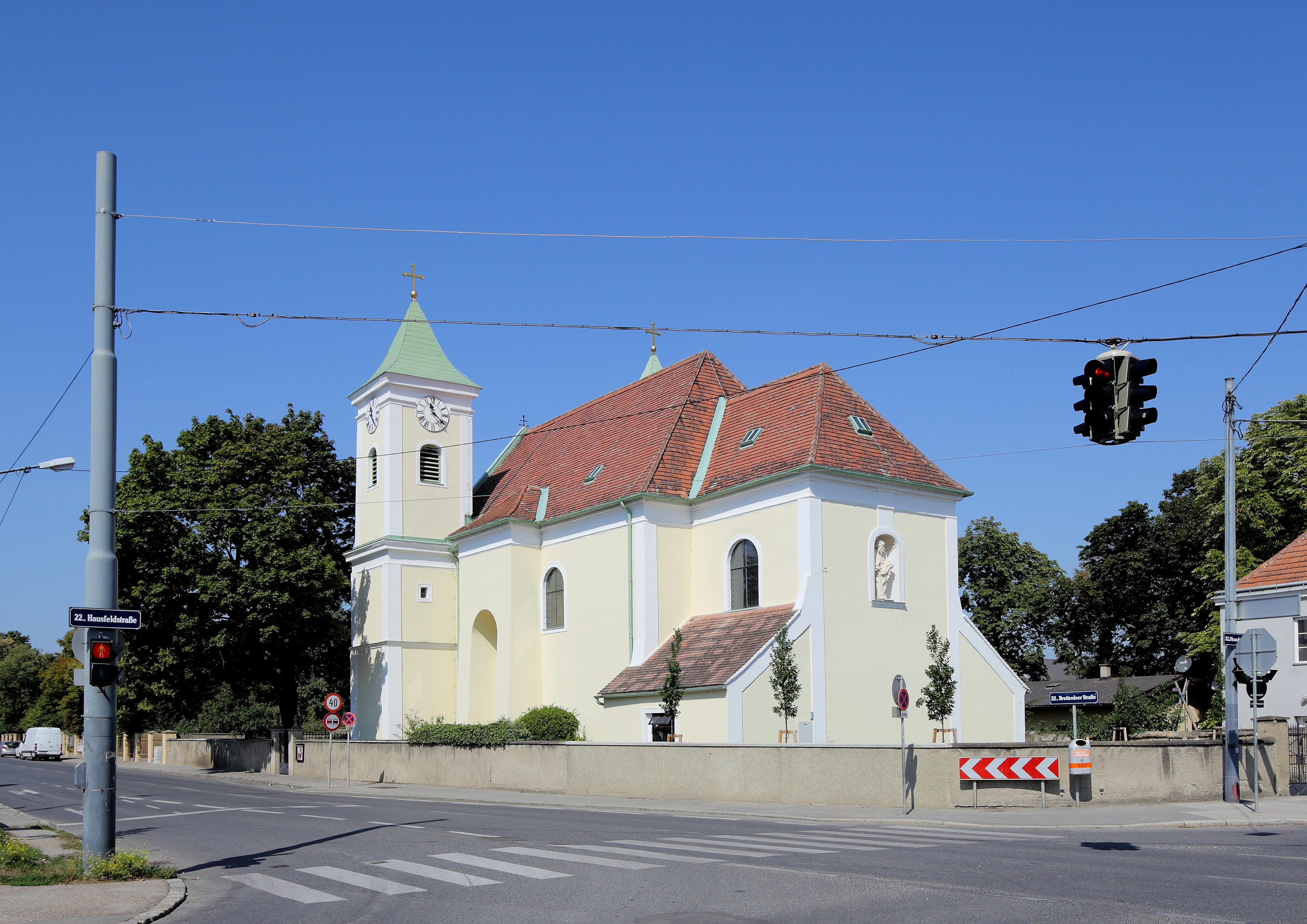
Südostansicht der Breitenleer Pfarrkirche

Die Breitenleer Pfarrkirche Hl. Anna ist eine römisch-katholische Kirche im Stadtteil Breitenlee im 22. Wiener Gemeindebezirk Donaustadt und steht unter Denkmalschutz.

## Geschichte
Die dem Schottenstift inkorporierte Kirche wurde nach der Neugründung von Breitenlee in der südöstlichen Ecke des Gutskomplexes von 1697 bis 1699 unter dem Schottenabt Sebastian Faber vom Gerasdorfer Maurermeister Gregor Mayer erbaut und am 2. August 1699 geweiht. Im Zuge der Josephinischen Reformen wurde sie im Jahr 1783 zur Pfarrkirche erhoben.

## Annakirche
Die barocke Kirche hat im Westen eine Doppelturmfront, wobei die Türme seitlich an das Langhaus angestellt sind. Über dem Rechteckportal ist eine Kartusche mit Akanthusrahmung mit dem Wappen von Sebastian Faber. Darüber ist in einer Nische die Steinfigur Hl. Petrus aus dem Ende des 17. Jahrhunderts.
Der Hochaltar aus dem Ende des 17. Jahrhunderts, welcher 1899 angehoben und zu einer Schauwand umgestaltet wurde, trägt ein Altarbild Anna Maria lesen lehrend von Josef Straka (1864–1946) aus dem Jahre 1887. Es gibt eine Pieta aus den Jahren um 1420 bis 1430. Bemerkenswert an der Einrichtung sind weiters die Kanzel und das schmiedeeiserne Gitter an der Orgelbrüstung, jeweils aus dem Ende des 17. Jahrhunderts, sowie der spätgotische Taufstein.
Die Orgel von Franz Strommer ist aus dem Jahre 1903. Es gibt eine Sterbeglocke aus dem Jahre 1722 und Glocken aus dem Jahre 1949 der Glockengießerei Pfundner.

## Stiftsfriedhof der Schotten

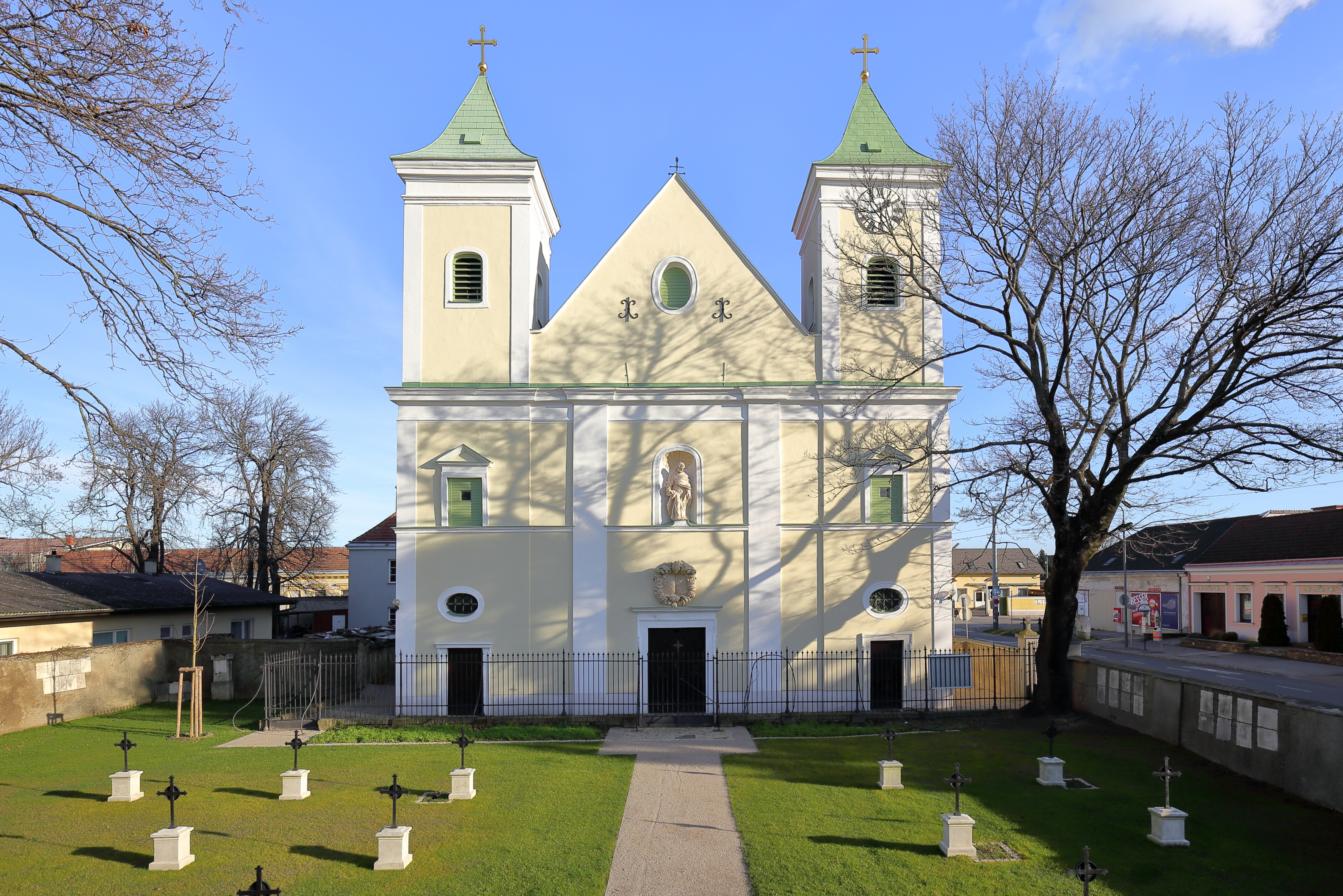
Westansicht der Pfarrkirche und im Vordergrund der im Jahr 1807 angelegte Stiftsfriedhof der Schotten

Westlich der Kirche, vor dem Zweiturmfront der Kirche, wurde im Jahre 1807 der Stiftsfriedhof der Schotten angelegt.

## Pfarrhof und Gutshof mit Schüttkasten des Schottenstiftes
Der Pfarrhof und Gutshof auf der Breitenleer Straße 247 befindet sich in einem ummauerten Areal und hat eine mittlere Einfahrt mit einem Rundbogenportal aus 1698 mit Schweifgiebel und Kugel- und Pinienzapfenaufsätzen und trägt in einer Nische eine Madonnenfigur. Es gibt westlich ein zweigeschoßiges schlichtes Hauptgebäude mit Walmdach und östlich ein eingeschoßiges Gebäude mit hohem Walmdach und nordwestlich einen zweigeschoßigen Schüttkasten mit Walmdach aus dem Ende des 17. Jahrhunderts.